# Konzentrationswirkung
Konzentrationswirkung bezeichnet ein Prinzip im Verwaltungsverfahren, wonach eine Genehmigung mehrere andere Genehmigungen miteinschließt. Man unterscheidet die formelle und die materielle Konzentrationswirkung.

## Formelle Konzentrationswirkung
Bei der formellen Konzentrationswirkung wird das förmliche Verwaltungsverfahren der anderen Behörde ersetzt, jedoch muss die bearbeitende Behörde die Normen, die die andere Behörde prüfen würde, in ihren eigenen Prüfungsumfang miteinbeziehen. Das gilt insbesondere im Planfeststellungsverfahren (§ 75 Abs. 1 VwVfG). Bei einer Baugenehmigung prüft die Baubehörde nicht nur materielles Baurecht, sondern nach Art. 59 Satz 1 Nr. 3 der Bayerischen Bauordnung gegebenenfalls auch die Vorschriften des bayerischen Denkmalschutzgesetzes mit der Folge, dass die denkmalrechtliche Erlaubnis entfällt (Art. 6 Abs. 3 DSchG).

## Materielle Konzentrationswirkung
Eine materielle Konzentrationswirkung regelt z. B. § 38 Baugesetzbuch, wonach bei konkurrierenden Planungsentscheidungen für bestimmte Vorhaben von überörtlicher Bedeutung die §§ 29 bis 37 BauGB nicht anzuwenden sind. Die Fachplanung ist danach gegenüber der Bauleitplanung insoweit privilegiert, als der Fachplanung entgegenstehende Festsetzungen eines Bebauungsplans nicht mehr verwirklicht werden können. Städtebauliche Belange sind jedoch zu berücksichtigen und die Gemeinde am Verfahren zu beteiligen.